# 770 Bali
770 Bali este un asteroid din centura principală, descoperit pe 31 octombrie 1913, de Adam Massinger.